# Isabel Rich
Isabel Rich, grevinna av Holland, död 1655, var en engelsk hovfunktionär.
Hon var hovdam (lady of the Bedchamber) till Englands drottning Henrietta Maria av Frankrike.